# Ungänze
Die Ungänze, auch Diskontinuität genannt, ist ein Begriff aus der Material- und Prüftechnik. Sie umschreibt allgemein eine Fehlstelle bei einer Messung.
Der Begriff wird überwiegend im Bereich der zerstörungsfreien Prüfung verwendet, wenn Materialfehler wie Risse, Einschlüsse, Poren, Lunker, Dopplungen oder andere Diskontinuitäten im Gefüge entdeckt und nicht direkt qualifiziert werden können.
Man spricht von einer Ungänze, wenn sich Absorption, Transmission (2.), Reflexion oder andere physikalische Eigenschaften am zu prüfenden Werkstück durch eine Fehlstelle ändern. Bei frequenzabhängigen Prüfverfahren können in der Regel Ungänzen gefunden werden, die größer als die halbe Messwellenlänge sind.